# Юнг, Юлиус
Юлиус Юнг (нем. Julius Jung; 11 сентября 1851, Имст, Тироль — 21 июня 1910, Прага, Австро-Венгрия) — австро-немецкий историк, коллекционер, педагог, доктор наук, профессор Пражского университета. Почётный член Румынской Академии. Член-корреспондент Австрийской академии наук.

## Биография
Сын государственного служащего.
Изучал историю, археологию и географию в университетах Инсбрука, Гёттингена и Берлина. Ученик Юлиус фон Фикера и Георга Вайца.
В 1884 году стал профессором древней истории в немецком университете в Праге.
Занимался исследованиями истории Древнего Рима. Исследования Юнга охватывали множество эпох с древних времен до XIX века. Особые научные интересы были связаны с исторической географией, этногенезом древнеримских народов, административной историей римской провинции Дакия и культурной историей древнего мира.
Награждён многими наградами: За свой вклад и исследования прошлого румынских земель был удостоен почётного членства Румынской Академии (с 1879), Общества трансильванских культурных исследований в Сибиу и Историко-археологического общества в Дева (Румыния), был действительным членом Общества содействия развитию немецкой науке и искусству в Богемии (с 1899), членом-корреспондентом Австрийского археологического института (с 1900) и членом-корреспондентом Академия наук в Вене (с 1901).
Был коллекционером произведений искусства, часть своих коллекций, графики и книг подарил библиотеке музея Алба-Юлии.

## Избранные труды
- Die romanischen Landschaften des Römischen Reiches (Инсбрук , 1881.)
- Leben und Sitten der Römer in der Kaiserzeit (Прага и Лейпциг, 1883—84)
- Römer und Romanen in den Donauländer (Инсбрук 1877; 2 изд., 1887)
- Zur Geschichte der Pässe Siebenbürgens, eine geographisch-Historische Studie (Инсбрук , 1892)
- Fasten der Provinz Dacien mit Beiträgen zur römischen Verwaltungsgeschichte (Инсбрук , 1894)
- Siebenbürgischen Inschriften zur Geschichte der siebenbürgischen Pässe
- Geographie von Italien und den röm. Provinzen" (в «Müllers Handbuch der klassischen Altertumswissenschaft», т. 3, 2-е изд., Мюнхен, 1896)
- Grundriss der Geographie von Italien und Dem orbis Romanus (1897)